# Chlorocnemis marshalli
Chlorocnemis marshalli é uma espécie de libelinha da família Protoneuridae.
Pode ser encontrada nos seguintes países: República Democrática do Congo, Malawi, Moçambique, Zâmbia e Zimbabwe.
Os seus habitats naturais são: florestas subtropicais ou tropicais húmidas de baixa altitude, rios e nascentes de água doce.
Está ameaçada por perda de habitat.